# Braunia nephelogenes
Braunia nephelogenes är en bladmossart som beskrevs av Luna och William Russell Buck 1991. Braunia nephelogenes ingår i släktet Braunia och familjen Hedwigiaceae. Inga underarter finns listade i Catalogue of Life.